# Thorectandra crateriformis
Thorectandra crateriformis är en svampdjursart som först beskrevs av Carter 1885.  Thorectandra crateriformis ingår i släktet Thorectandra och familjen Thorectidae. Inga underarter finns listade i Catalogue of Life.